# 府中市民病院
府中市民病院（ふちゅうしみんびょういん）は、広島県府中市にある医療機関。府中市府中町の個人病院を継承して設立された府中町立病院が発祥。地元JAの母体となった広谷村産業組合が中心になって産業組合県連組織は芦品郡府中町（当時）と町立病院の譲渡交渉を行い、1944年（昭和19年）2月1日に広島県農業会府中病院となる。最盛期には、精神科病棟や結核病棟（とも現在は閉鎖）を備えた総合病院となった。平成26年度から28年度にかけて43億8000万円（うち過疎債は27億7,000万円）をかけて新築工事が行われる。

## 沿革
- 1936年 - 府中町立病院として開設（府中市府中町）
- 1944年 - 農業会府中病院として譲り受け。
- 1948年 - 広島県施設農業組合連合会立府中病院となる。
- 1965年 - 総合病院の名称使用許可。
- 1952年 - 付属准看護学院設立。
- 1957年 - 駅家町に服部診療所を開設。
- 1962年 - 鵜飼町に移転。
- 2012年 - 地方独立行政法人府中市病院機構府中市民病院に組織変更
- 2016年 - 本館新築。

## 診療科
- 内科
- 小児科
- 外科
- 整形外科
- 婦人科
- 泌尿器科
- 耳鼻咽喉科
- リハビリテーション科
- 精神科
- 眼科

## 交通アクセス
- JR福塩線鵜飼駅より徒歩約7分。
- 中国バス府中警察署前下車徒歩3分。
- 府中ぐるっとバス府中市民病院前下車すぐ。